# Athalie interrogeant Joas (1747)
Ne doit pas être confondu avec Athalie interrogeant Joas (1741).
Athalie interrogeant Joas est le sujet de deux tableaux de Charles Antoine Coypel. Il est tiré de la pièce de théâtre Athalie de Jean Racine et illustre la scène 7, acte II, du récit. La première version, conservée au musée des Beaux-Arts de Brest, a été peinte en 1741 et la seconde, aujourd’hui conservée au musée Bernard-d'Agesci de Niort, en est une répétition exécutée en 1747.

## Historique
La première des deux versions a été exposée au Salon de 1741 et a connu un succès tel que le roi Louis XV en demanda une répétition par l’intermédiaire de Charles François Paul Le Normant de Tournehem en 1747. Cette copie est conservée au musée Bernard d’Agesci de Niort.
Le 28 mars 1751, un paiement de 2000 livres est effectué au peintre pour l’exécution de cette copie.
En 1764, Clément Belle en exécute une nouvelle copie en vue de la réalisation d’une tapisserie destinée à la Manufacture des Gobelins et actuellement conservée au musée des Beaux-Arts de Chartres. La tapisserie a été exécutée aux Gobelins par Michel Audran et a été ajoutée aux modèles de la Tenture de Dresde pour composer l’ensemble des Scènes d’opéra, de tragédie et de comédie.
L'œuvre a été acquise par le musée du Louvre par donation en 1870 puis sa gestion a été transférée au musée de Niort en 2000.

## Description
L'œuvre est une répétition de même format de la toile Athalie interrogeant Joas, conservée au musée des Beaux-arts de Brest.